# Kruckenberg (Wiesent)
Kruckenberg ist ein Gemeindeteil der Gemeinde Wiesent im Oberpfälzer Landkreis Regensburg in Ostbayern.
Das Dorf ist durch den Weinbau bekannt, der hier schon seit der Römerzeit betrieben wird. Ein in Kruckenberg gefundener Altarstein des römischen Gott Liber weist auf diese Tatsache hin.

## Geographie und Verkehrsanbindung
Der Ort liegt westlich des Kernortes Wiesent an der Staatsstraße St 2125. Die Donau fließt unweit südlich. Die nächstgelegene Stadt ist Wörth an der Donau, etwa fünf Kilometer östlich entfernt.

## Geschichte
Eine erste Ansiedlung bei Kruckenberg lässt sich bereits durch frühgeschichtliche Funde nachweisen.
Die Geschichte Kruckenbergs ist eng mit dem Weinanbau verbunden, der sich bis zum 16. Jahrhundert, und somit der Einführung von Bier in diesem Landstrich, lohnte. In alten Urkunden kommen die Weinberge in Chruchunperk, der ältesten Namensschreibung des Orts, in Schenkungsurkunden von Herzog Theodo dem Kloster St. Peter in Salzburg vor.
Der Ort gehörte lange Zeit zur Pfarrei Wörth und wurde 1875 in die Pfarrei Wiesent umgepfarrt. Durch diesen Umstand entging Kruckenberg, anders als Wiesent, während der Reformation den Konfessionswechsel, da Wörth bayerisches Territorium war.
Die Kinder des Orts gingen jedoch seit jeher in Wiesent zur Schule.
Von 1945 bis 1948 wurde die ehemalige Gemeinde kurzzeitig durch die US-amerikanische Militärregierung nach Wiesent eingemeindet, anschließend war sie wieder selbständig. Zum 1. Januar 1972 wurde sie mit allen Gemeindeteilen nach Wiesent eingegliedert. Sie bestand aus den Ortsteilen Kruckenberg und Lehmhof.

### Bürgermeister
- 1900–1910: Xaver Rösch
- 1910–1925: Georg Stadler
- 1925–1930: Josef Ettl
- 1930–1945: Heinrich Rösch
- 1945–1948: Johann Stadler (Ortsvorsteher)
- 1948–1956: Josef Ettl
- 1956–1972: Alois Schindler

### Ehemalige Walhallabahn
Vom 1. Mai 1903 bis zum 31. Dezember 1968 war Kruckenberg Haltepunkt der schmalspurigen Walhallabahn zwischen Regensburg und Wörth an der Donau.

## Kultur und Sehenswürdigkeiten
In der Liste der Baudenkmäler in Wiesent sind für Kruckenberg zwei Baudenkmale aufgeführt:
- Die katholische Filialkirche St. Matthäus (Kruckenberg 35) ist ein klassizistischer Saalbau aus dem Jahr 1845 mit abgewalmtem Satteldach und einem Fassadenturm mit Spitzdach.

1842 traten die Bewohner Kruckenbergs erstmals an den Wiesenter Pfarrer um die Erlaubnis eine Feldkapelle errichten zu dürfen. Die Kapelle wurde genehmigt und zwei Jahre danach baute man das aus Holz errichtete Gebäude neu aus Steinen und trat an das Ordinariat um Erlaubnis der Zelebration. Nach zunächst negativer Nachricht erhielt man 1846 die Genehmigung. 1934 wurde durch einen Bürger eine neue Glocke gestiftet; die alte Glocke aus dem Jahr 1917 wurde abgenommen.
In der Kirche befindet sich ein Altar, der dem Heiligen Matthäus geweiht ist, einige Figuren, zwei wurden von einem Wiesenter Pfarrer geschnitzt sowie ein Ölgemälde, das das letzte Abendmahl zeigt.
- Die Wegkapelle (Lehmhofstraße) aus dem Anfang des 20. Jahrhunderts ist ein giebelständiger Satteldachbau mit segmentbogiger Öffnung. Im Jahr 1953 erfolgten Versetzung und Neubau.

### Vereine
Im Ort besteht seit 1889 die Freiwillige Feuerwehr Kruckenberg.

### Weinbau

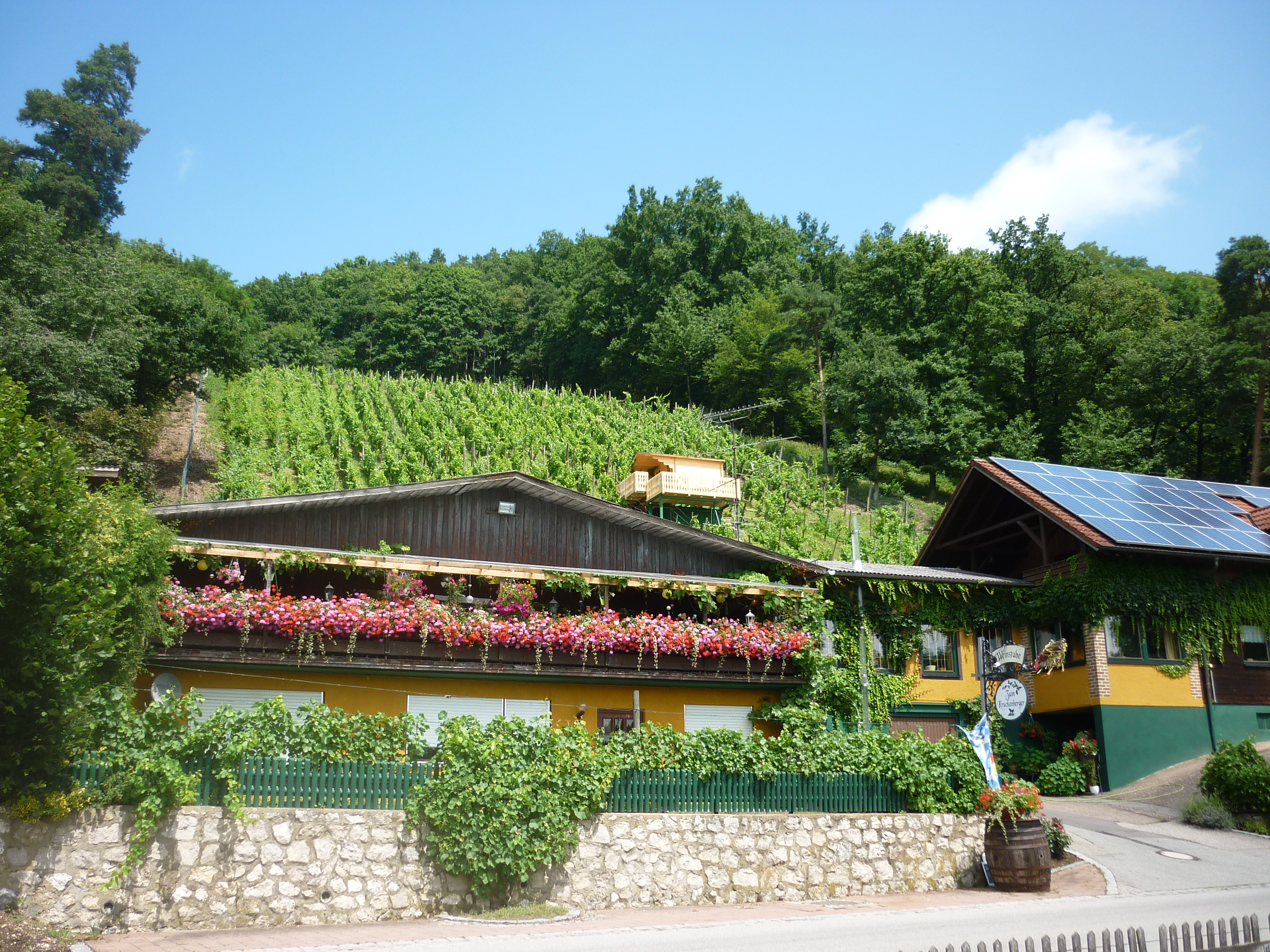
Weinstube in Kruckenberg an der Weinroute

In den Weinbergen in Kruckenberg gedeiht der Baierwein, der bereits im 8. Jahrhundert in einer Urkunde erwähnt wurde; zahlreiche Weinlokale sind hier anzutreffen. In der Gemeinde Wiesent wurde, nach einer alten Urkunde, der Weinbau um das Jahr 1100 eingeführt. Das Dorf liegt im zweitkleinsten Weinanbaugebiet Deutschlands (kleinstes Weinanbaugebiet Bayerns) an der Weinroute, die mit 20 Kilometer Länge die kürzeste Weinstraße Deutschlands ist.